# Museo Aguilar y Eslava
El Museo Aguilar y Eslava se encuentra en el histórico edificio del antiguo Real Colegio de la Purísima de Cabra, donde se ubica el IES Aguilar y Eslava y contiene los fondos históricos y artísticos de la Fundación Aguilar y Eslava. Forma parte de la red de museos de la Junta de Andalucía desde 2002, aunque su inauguración se produjo finalmente en 2007 tras una remodelación del edificio.
Está situado en el centro de la ciudad de Cabra, y recibe continuamente un variado público formado por estudiantes, turistas y visitantes. Está incorporado a las rutas educativas del patrimonio educativo andaluz para ser visitado por grupos de escolares dentro de un programa de la Consejería de Educación de la Junta de Andalucía.

## Historia
Se inauguró oficialmente el 8 de noviembre de 2007, tras una importante remodelación llevada a cabo por la Fundación Aguilar y Eslava, y contó con la presencia de la ministra de Cultura Carmen Calvo Poyato, alumna benemérita del Instituto.
En 2013 se amplió el uso expositivo del museo con la recuperación del sótano del edificio, que alberga el Museo de la Pasión, inaugurado el mismo año.

### Vestíbulo
- Panel informativo que hace referencia a la evolución histórica del centro a través de sus más de 300 años.
- Cuadro del siglo XVII de don Luis de Aguilar y Eslava que es el retrato más antiguo existente del fundador.
- Cátedra de Teología, que es el mueble escolar más antiguo que se conserva (1780).
- Mapa de España en relieve, realizado en los talleres penitenciarios.

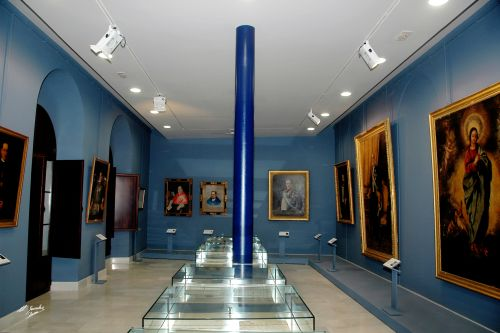
Sala artística y documental.

### Sala 1: Artística y documental
- Arca de cuatro llaves que servía para guardar el dinero de la Fundación.
- Dos grandes lienzos barrocos de la Inmaculada (siglos XVII-XVIII).
- Escultura de la Inmaculada de siglo XIX, tallada en madera, policromada, dorada y estofada por el escultor malagueño Salvador Gutiérrez de León “León el viejo”. (En proceso de restauración)
- Pequeño cuadro de la Inmaculada realizado por José Garnelo y Alda, en 1895.
- Galería de personajes ilustres: José de la Peña y Aguayo (1839), abogado defensor de Mariana Pineda, Martín Belda y Mencía del Barrio (1875), primer marqués de Cabra; y el escritor Juan Valera (1891), óleo de Enrique Romero de Torres.
- Vitrinas con diversos documentos y libros de la Biblioteca y Archivo históricos Aguilar y Eslava. Actualmente se muestra la exposición 'La Biblioteca del pintor' en torno a los libros que pueden encontrarse en los cuadros de Valdés Leal.

### Sala 2: Exposiciones temporales
Espacio destinado a exposiciones monográficas y que tiene un claro objetivo dinamizador, pues sus contenidos variarán en función de los programas culturales anuales del propio Museo. Fue inaugurada con una exposición del pintor Luis Paltré Jiménez.
Han sido expuestas diversas muestras sobre contenidos diversos:
- Fotografía, con obras de Antonio Pestana, Pedro Berjillos o la monográfica Los viajes de Niceto Alcalá-Zamora, presidente de la Segunda República (julio de 2011).
- Libros especializados, como la exposición de Diccionarios (abril de 2012), posteriormente expuesta en la Universidad de Córdoba (abril de 2013).
- Esculturas, como la del artista imaginero sevillano Juan Manuel Miñarro.

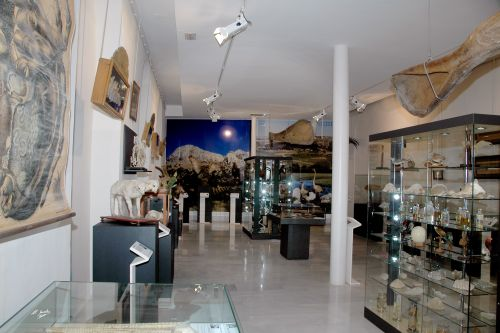
Piezas principales de las colecciones de Historia natural.

y de otras temáticas: Colección de grabados, Semana de la Astronomía (mayo de 2009), Natura Inanimata (abril de 2010).
- Pintura, parte del proyecto "Welcome" del artista sevillano Paco Sanguino ((https://pacosanguinoart.wordpress.com/acerca-de/)), Con motivo de la 21 edición del  "Certamen Audiovisual de Cabra"(agosto//Septiembre 2016).

### Sala 3: Piezas principales
Está dedicada a la exposición permanente de material científico y pedagógico:
- Colección de modelos anatómicos franceses de “Le Fils d´Emile Dyrolle” (1880) que abastecía a las más prestigiosas escuelas y universidades de la época.
- Selección de piezas procedentes de las diferentes colecciones de Historia natural: mandíbulas y dientes de un cachalote; ejemplares disecados de animales en peligro de extinción como un buitre leonado, un águila imperial, un lince ibérico, o grandes tortugas marinas; un cráneo de gorila procedente de Guinea, un esturión común de los pocos que se conservan de los que poblaron el río Guadalquivir o un cordero de dos cabezas nacido en la sierra de Cabra.
- Como curiosidad, en esta sala se encuentra una de las piezas por la que más se interesan los visitantes: se trata de un esqueleto real de un antiguo conserje del centro. Sobre él, leyendas y mitos que sitúan al espíritu vagando por el instituto en las noches. Además, si se sitúa una brújula cerca del famoso esqueleto, esta no parará de girar, sin poder encontrar el norte.

### Sala 4: Gabinete de Historia natural
Se conservan y estudian las colecciones de minerales y rocas, botánica, insectos; y de taxidermia de peces, aves y mamíferos. Data del siglo XIX y es el único de sus características en la provincia de Córdoba. A su formación contribuyó de manera singular el catedrático Juan Carandell y Pericay (1893-1937) que inscribió al centro en la Real Sociedad Española de Historia Natural y se consiguió que el Gabinete de Historia Natural alcanzara su mejor momento, dejando de ser un lugar sólo de exposición y estudio, para convertirse en un lugar de investigación. 

### Sala 5: Aula Juan Carandell

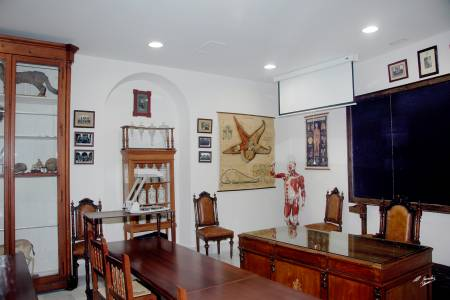
Aula de Didáctica de las Ciencias.

Esta aula está dedicada a la didáctica de las Ciencias y lleva el nombre de Juan Carandell y Pericay, antiguo profesor del Instituto. Está reconstruida con elementos históricos y es una contribución del museo a la memoria de la vida escolar en otros tiempos. En la actualidad, además de albergar diversas colecciones y una parte del legado de Carandell, se usa para dar clase a los alumnos de las asignaturas de Ciencias del instituto así como para otros diversos usos: seminarios, cursos, reuniones...

### Sala 0: Museo de la Pasión
Ubicada en lo que fuera sótano, almacén y también refugio contra los bombardeos en los años de la guerra civil española (1936-1939), esta sala ha cobijado diversas exposiciones temáticas. Actualmente se exhibe una interesante colección en torno al proyecto 'El hombre de la Sábana Santa' que puso en marcha la fundación en 2002 y que cuenta con los trabajos del prof Miñarro López. Es la sede del C.E.S. (Centro Español de Sindonología) en Andalucía.

#### Sobre la memoria histórica
Se recogen en paneles y vitrinas el recuerdo de unos años apasionados a la par que convulsos y trágicos, aquellos que se sucedieron entre 1931 con la ilusionante proclamación de la II República española y los postreros años de la contienda civil, con especial atención por una parte a la histórica visita de Niceto Alcalá-Zamora y Torres como Jefe del Estado al Instituto de Cabra en la apertura oficial del curso escolar 1932-1933 acompañado del ministro Fernando de los Ríos, y el trágico bombardeo republicano de Cabra en 1938.
Actualmente ubicada en la galería de la primera planta del conocido Patio de Cristales del histórico edificio Aguilar y Eslava.

#### Sobre El Hombre de la Sábana Santa
Inaugurada en 2002, se ha convertido en exposición itinerante que ha recorrido diversas ciudades españolas.

#### Museo de la Pasión
Es una extensión de los contenidos de la muestra sobre "El Hombre de la Sábana Santa", inaugurado en febrero de 2013, ubicado en la ampliación de la planta sótano.